# Matthias Herzog

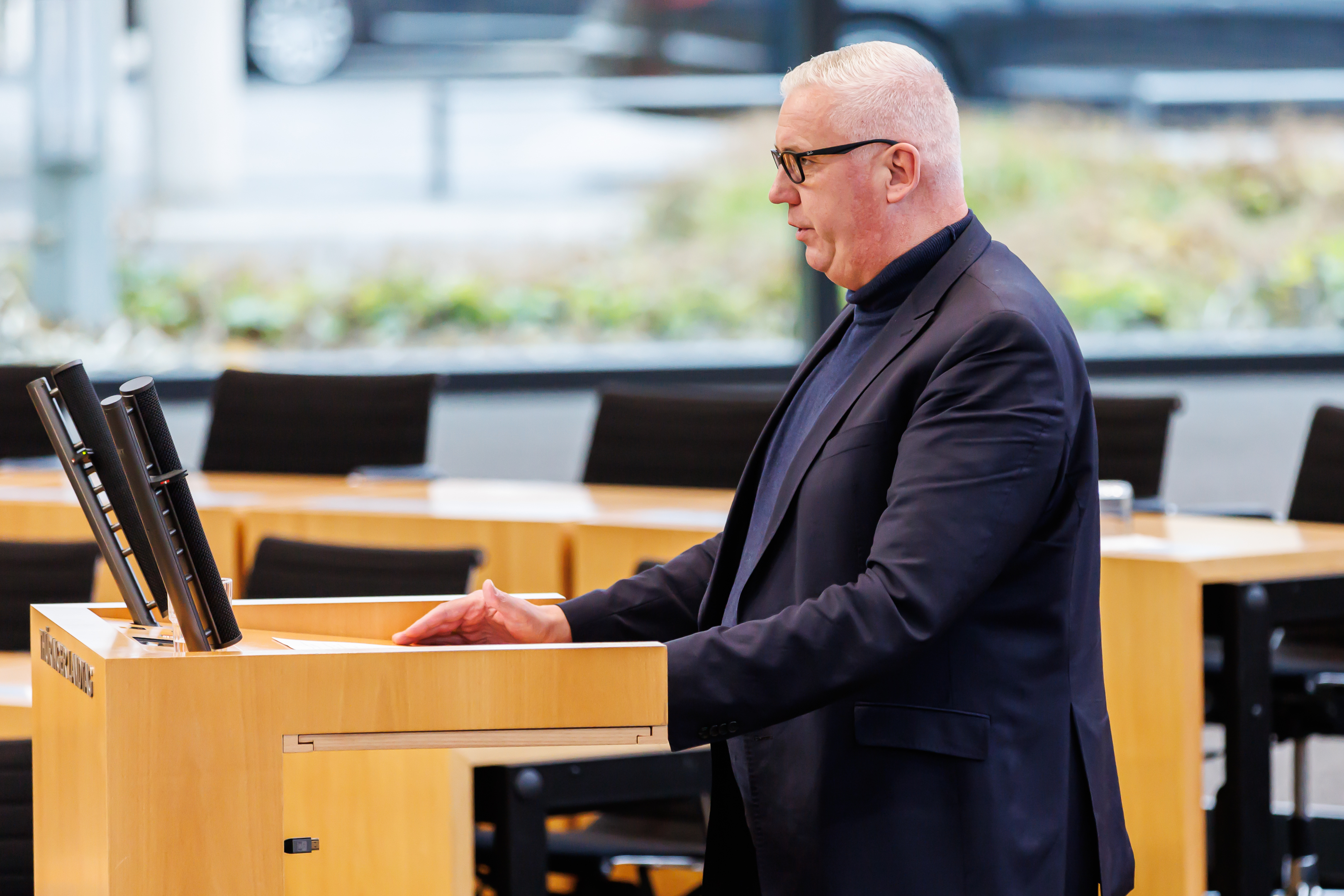
Herzog (2024)

Matthias Herzog (* 1973 in Erfurt) ist ein deutscher Unternehmer und Politiker (BSW), seit 2024 Mitglied des Thüringer Landtags und stellvertretender Vorsitzender des BSW Thüringen.
Nach dem Abschluss an der polytechnischen Oberschule machte Herzog eine Ausbildung zum Fliesenleger und absolvierte eine Weiterbildung zum staatlich geprüften Techniker. Zwischen 1999 und 2016 arbeitete er als Projektleiter und Geschäftsführer bei einem Natursteinfachbetrieb in Saalburg und ist seit 2010 selbstständiger Unternehmer und Inhaber eines Fliesenverlegefachbetriebs.
Seit 2020 ist er Geschäftsführer des Sportvereins Basketball Löwen Erfurt.
Herzog ist seit 2024 Mitglied des Bündnisses Sahra Wagenknecht und stellvertretender Landesvorsitzender des BSW Thüringen. Bei der Landtagswahl 2024 wurde er über den 10. Listenplatz der BSW-Landesliste in den 8. Thüringer Landtag gewählt.